# Lago Waiau
El Lago Waiau (en inglés: Lake Waiau) es un lago en una superficie bastante elevada situada a 3.970 m ( 13.020 pies) sobre el nivel del mar en Mauna Kea, en la isla de Hawái, Estados Unidos. Podría decirse que es uno de los lagos más altos del EE. UU., y uno de los pocos lagos en todo el estado de Hawái . Es relativamente pequeño, de unos 100 m de ancho, y varía en tamaño a medida que aumenta y baja el nivel del agua. A niveles altos de agua una corriente de salida pequeña aparece en el extremo noroeste, pero se absorbe en el suelo después de una distancia corta. El nombre significa "remolinos de agua" en hawaiano, aunque por lo general es más bien un lugar plácido. Por lo general, se congela en invierno, pero los insectos acuáticos tales como mosquitos y escarabajos se pueden encontrar en crías en el agua.
El Lago Waiau se encuentra en el interior del cono de ceniza Pu'u Waiau a una altitud de 3970 m . Tiene una forma aproximada a la de un corazón  y su diámetro alcanza unos 100 m.